# Macnawa
Macnawa (biał. Мацнава; ros. Мацново, Macnowo) – wieś na Białorusi, w obwodzie witebskim, w rejonie orszańskim, w sielsowiecie Zubrewiczy. 